# سارا پدن
سارا پدن (انگلیسی: Sarah Padden؛ ۱۶ اکتبر ۱۸۸۱ – ۴ دسامبر ۱۹۶۷) هنرپیشه اهل بریتانیا بود. 
از فیلم‌هایی که وی در آن نقش داشته است می‌توان به گرند هتل، خانه کنار رودخانه، آنا کارنینا، دختر بد، سه رفیق، غرور یانکی‌ها، تسخیرشده، زیارت، ستاره قطبی، جک لندن و پزشکان اشاره کرد.